# 石川県道185号徳光北安田線
石川県道185号徳光北安田線（いしかわけんどう185ごう とくみつきたやすだせん）とは、石川県白山市内を通る一般県道（石川県道）である。

## 概要
- 起点：石川県白山市徳光町3873番1地先
- 終点：石川県白山市北安田町1096番地先（＝石川県道104号松任美川線交点）

起点は、北陸自動車道徳光PA/BS/スマートICに近い、石川県道25号金沢美川小松線徳光北交差点の直ぐ傍。同市徳光町集落の東端に沿って南下し、同町南端で南東へ左折。千代野ニュータウン北側を経て、白山消防署千代野分署の裏手を通り、白山市道と合流。100mほど東へ進んだ後、明和養護学校前を南に右折。同市北安田町地内を通り抜け、終点に至る。終点付近は、現在宅地や商業施設開発が進んでいる。

## 歴史
- 1960年（昭和35年）10月15日：路線認定。

## 接続道路
- 石川県道104号松任美川線（白山市北安田町：終点）

## 周辺施設
- 北陸自動車道徳光PA/BS/スマートIC
- まっとう車遊館